# Presó Playa Negra
Playa Negra, (també coneguda com a Black Beach) és el nom que rep una presó situada a l'illa de Bioko, a la capital de Guinea Equatorial, Malabo, és una de les presons més notòries d'Àfrica.

## Mala reputació
Té una reputació de brutalitat sistemàtica i negligència en el tracte als reclusos. Segons algunes fonts el tractament mèdic sol ser negat als presos i les racions d'aliments es diu que són escasses. així com els judicis i execucions sumàries, a més dels treballs forçats. (Les Regles mínimes per al tractament dels reclusos de l'ONU requereixen un tractament mèdic mínim per a tots els presoners.)
El president de Guinea Equatorial, Teodoro Obiang Nguema Mbasogo, va ser exdirector de la presó de Playa Negra i el seu oncle i antecessor, Francisco Macías Nguema, hi fou executat després del cop d'estat de 1979.

## Història
La presó va ser construïda en els anys 40 durant l'època del domini colonial espanyol, en un sector costaner de Santa Isabel de Fernando Poo (actual Malabo) molt pròxim a una platja anomenada Black Beach. Al principi s'hi empresonava delinqüents comuns, però a partir de la independència del país en 1968 i l'establiment de la dictadura de Francisco Macías Nguema, molts opositors polítics van ser empresonats i assassinats a la presó. Entre ells destaquen Bonifacio Ondó Edu i Edmundo Bossio Dioko. Inicialment els mètodes d'execució i tortura utilitzats a la presó consistien en afusellaments, el garrot vil, matxetades, electrificació o penjaments. En anys posteriors, els mètodes d'execució es van tornar progressivament més brutals. Per 1978, el mètode d'execució més comuna era colpejar el crani del condemnat amb una barra de ferro fins a la seva mort. Després els altres presos eren obligats a netejar la sang, vòmits i restes del cervell, per enterrar després el cadàver en una fossa comuna o traslladat a un hospital proper on establia que la mort s'havia produït per causes naturals. Molts presos es trobaven nus a llurs cel·les, on havien de fer les seves necessitats deixant una aroma pudent en l'ambient.A alguns presos se'ls donava l'oportunitat de canviar la seva orientació política per obtenir la llibertat
Un ritual que es realitzava tots els dissabtes a la nit a la presó era l'organització setmanal de “balls”. Els presoners eren trets de les seves cel·les i se'ls obligava a cantar una cançó de lloança a Macías mentre ballaven sense parar al voltant d'una fogata. Quan un presoner es cansava i ensopegava, un guàrdia el copejava amb una barra de ferro escalfada en les brases del foc. Després de cinc o sis hores de ball, els presoners, ja en un estat mental precari, eren conduïts novament cap a l'interior de les seves cel·les. Un episodi d'aquesta naturalesa especialment recordat es denomina "El Ball de Mokom", i va ocórrer l'11 de desembre de 1976 quan les autoritats de la presó, per iniciativa del jerarca carceller Salvador Ondó Elá, van obligar a un grup de presoners detinguts per un intent de cop d'Estat a ballar una dansa tradicional fang anomenada "Mokom", mentre els copejaven.
També s'obligava als reclusos a practicar forçosament actes sexuals, i les dones a més eren violades amb freqüència.
Entre els mètodes de tortura utilitzats es trobaven"El balanceig" (lligar al presoner pels peus i mantenir-ho penjat mentre se li copejava), "Les tauletes" (es col·locaven tauletes de fusta a banda i banda dels panxells, els turmells i les plantes dels peus del pres, estrenyent-les entre si amb cordes), "Els grillons" (anells de metall tancats als canells del pres) i "El rombe" (pressionar els colzes del detingut sobre la seva esquena fins a ajuntar-los, per després lligar-los en aquesta posició). Donada la brutalitat d'aquests mètodes, molts presos van morir mentre els patien.
Gran part dels morts durant de la dictadura de Macías van passar per la presó. En aquella època, l'alcaid d'aquesta era el nebot de Macías, Teodoro Obiang Nguema Mbasogo. Diverses fonts assenyalen que el propi Obiang era l'encarregat d'organitzar interrogatoris i judicis sumaríssims durant les nits (en una habitació anomenada "L'Oficina"), els quals sovint acabaven en execucions. Altres funcionaris del règim de Macías que estaven presents durant les execucions i interrogatoris eren Bonifacio Nguema Esono Nchama (Vicepresident) i Carmelo Bico (cap de policia). Un altre funcionari molt important de la presó era Salvador Ondó Elá, ancià sergent jutjat al costat de Macías en 1979 que es caracteritzava per tenir un gos pastor amb el qual torturava als presos. Amb freqüència s'organitzaven a més treballs forçats i baralles on els presoners es mataven entre ells. L'últim supervivent d'aquesta baralla era liquidat pel guàrdia de torn. Entre els treballs forçats s'explicaven treballar en les finques de cacau i netejar la pista d'aterratge del Aeroport de Malabo.
Durant el règim de Macías existia un sistema carcerari que dividia als presos en brigades A, B i C. La primera era la destinació per opositors i culpables de suposats cops d'estat, qui finalment eren executats extrajudicialment; la segona, pels qui havien tingut algun problema o criticat al Govern; els seus membres podien ser transferits a la ‘A’. Finalment, la ‘C’, agrupava delinqüents comuns. Tots havien de complir treballs forçats, sense alimentació i en condicions higièniques extremes. L'alimentació i vestimenta dels presos corria per compte de les seves famílies, i aquestes moltes vegades no rebien els cadàvers una vegada que els seus éssers estimats eren executats. Es diu que amb freqüència el propi Macías visitava la presó i, tenint la convicció que als presos se'ls tractava "massa bé", les execucions augmentaven. Aquest fet va ser totalment desmentit per Macías durant el seu judici en 1979, assegurant que no tenia coneixement del que ocorria a les presons. Altres autors també concorden que Macías no hi estava present. No obstant això, durant el judici es va provar tot el contrari.
Després del cop d'estat de 1979, mitjançant el qual Macías va ser enderrocat i Obiang va assumir el poder, tots els presos polítics van ser alliberats.Després de ser jutjat i condemnat a mort pels crims comesos durant la seva dictadura, Macías va ser executat en aquesta presó el 29 de setembre de 1979 al costat d'uns altres cinc condemnats.
No obstant això, des de llavors la situació a la presó no va canviar. Diversos opositors al règim d'Obiang han estat empresonats, entre ells Severo Moto Nsá, Martín Puye Topepé (mort a la presó), Plácido Micó Abogo i més recentment Ramón Esono Ebalé.
Playa Negra té un grup de presos estrangers condemnats per participar en l'intent de cop d'estat a Guinea Equatorial de 2004 contra del president de Guinea Equatorial, Teodoro Obiang Nguema. Entre ells hi van estar Nick du Toit i Simon Mann, el presumpte capitost, fins que va ser alliberat per un indult presidencial el 2 de novembre de 2009, per raons humanitàries.